# Hilarius Knobel
Hilarius Knobel (* 4. Februar 1830 in Schwändi; † 25. Februar 1891 in Zürich) war ein Schweizer Architekt.

## Werdegang
Knobel wurde 1830 in Schwändi als Sohn des Schreinermeisters Hilarius Knobel und der Anna Maria Marti (⚭ 1853) geboren. Er war zuerst in Glarus und ab 1859 in Zürich als Architekt tätig. Bis 1862 arbeitete er bei Ferdinand Stadler, dann machte er sich selbständig.
Knobel baute 
- Villen und herrschaftliche Wohnhäuser im Stil der Neurenaissance im Kanton Glarus (Netstal, Betschwanden, Glarus, Schwanden) und in Vorarlberg (Feldkirch, Kennelbach)
- Schulhäuser in der Stadt Zürich (Aussersihl, Wiedikon, Oberstrass) und in Wangen (SZ) sowie
- Fabrikgebäude in Ennenda, Ziegelbrücke, Mels und Vorarlberg (Nenzing, Telfs).

Neben Bernhard Simon gilt Knobel als einer der bedeutendsten Glarner Architekten des 19. Jahrhunderts.

### Nächste Generation
Sein Sohn Hilarius Knobel (* 1854 Glarus; † 1921 Zürich) führte die Tradition fort. Zusammen mit Carl Arnold Séquin schloss er sich um 1895 zum Büro Séquin & Knobel zusammen, und die beiden planten in der Folge über 250 Fabrikanlagen im In- und Ausland. Der Wechsel zwischen Ziegel und Naturstein und die kontrastierende Verwendung gelber und roter Ziegel sind gestalterische Elemente, wie sie auch für spätere Bauten von Hilarius Knobel charakteristisch sind.

## Ausgewählte Werke

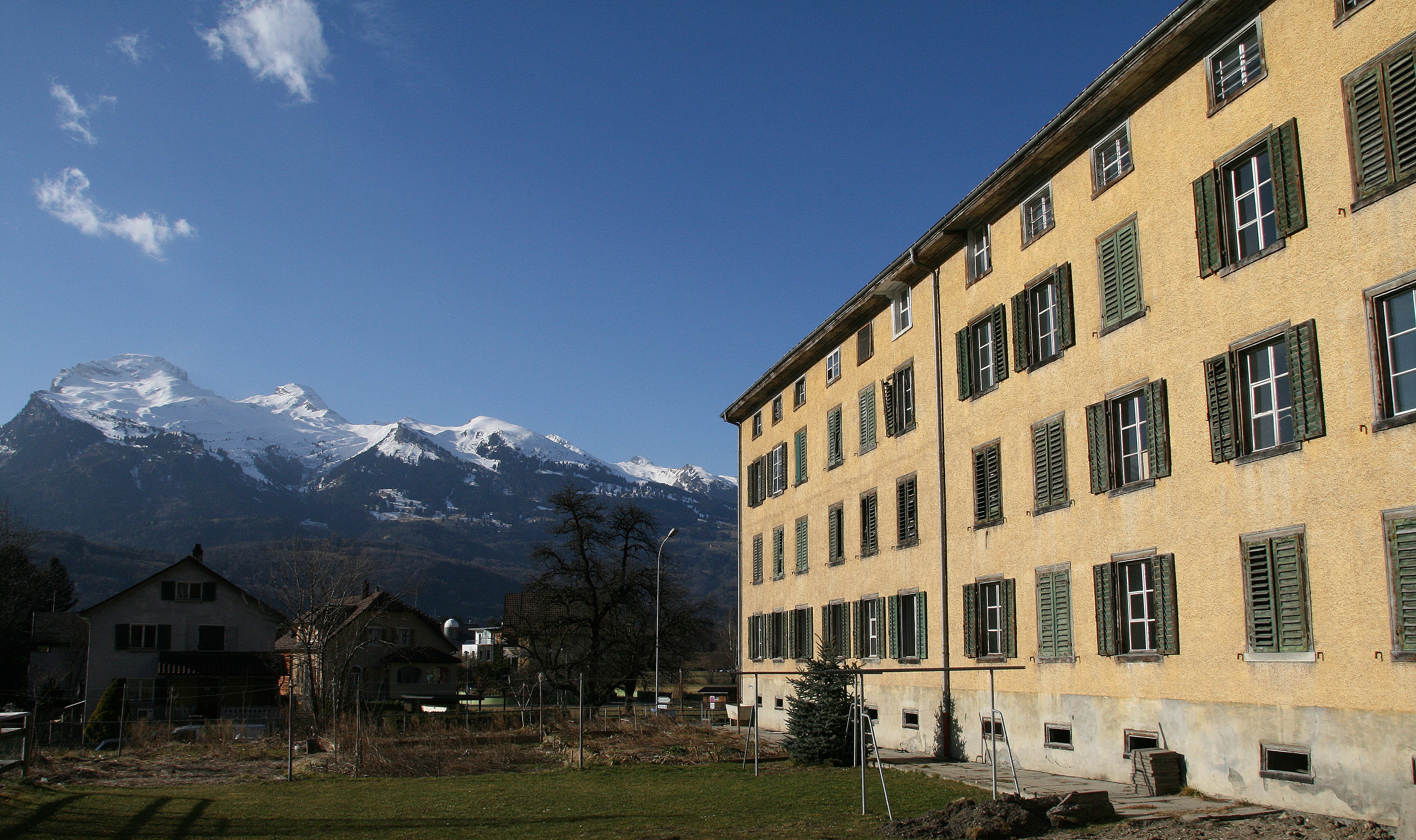
Kosthaus in Triesen

Kosthaus in Triesen und Ziegelbrücke
Im Jahre 1873 erwarb der bereits in Triesen tätige Baumwollfabrikant Caspar Jenny ein Grundstück südlich der Fabrik. Auf diesem ließ er im selben Jahr nach den Plänen von Hilarius Knobel ein Arbeiterwohnhaus, das sogenannte «Kosthaus» errichten. Das Arbeiterwohnhaus gilt als der älteste noch erhaltene Mehrfamilienbau in Liechtenstein und war lange Zeit das größte Wohnhaus im Land. Das mietkasernenartige, viergeschossige Gebäude besteht aus zwei zusammengebauten Achtfamilienhäusern, die Platz für 16 Familien bieten.
Jede der Wohneinheiten besitzt einen Wohnraum, eine Küche sowie zwei Schlafzimmer. Wie bei fast allen Arbeiterhäusern gehört auch hier ein Gemüsegarten zur Selbstversorgung als wichtiger Bestandteil zur Anlage. Nach einer grundlegenden Sanierung (Architekt Urs Hüssy) wurde dieses Gebäude im November 2009 als Kindertagesstätte wiedereröffnet.
Knobel baute bereits 1861 für die gleiche Bauherrschaft Jenny das „Alte Kosthaus“ in Ziegelbrücke, welches als Vorgängerbau des «Kosthauses» in Triesen gesehen werden kann.

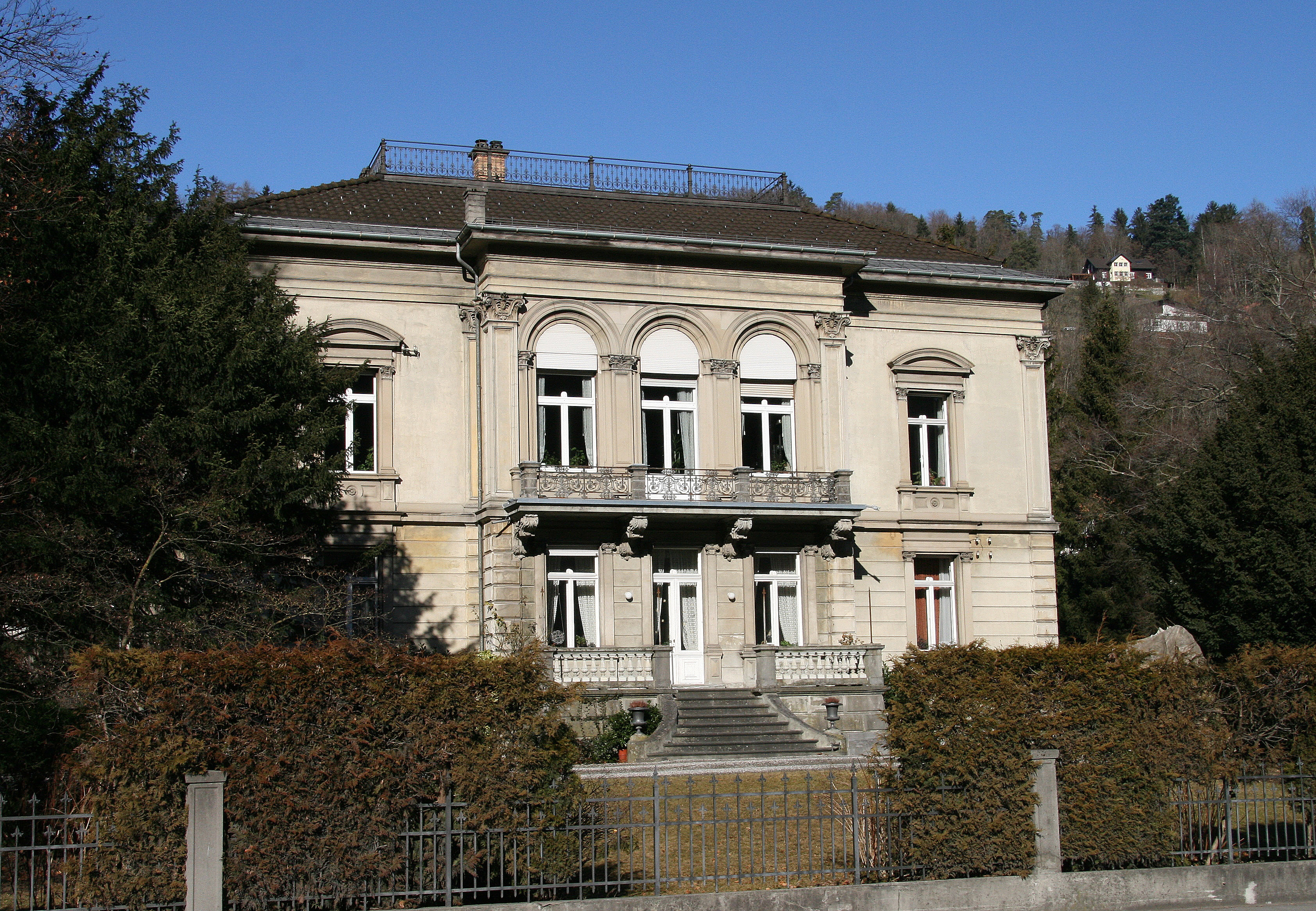
Villa Getzner in Feldkirch
Diese Villa aus Sandstein, mit Remise und Gesindehaus wurde 1882 nach den Plänen von Hilarius Knobel errichtet. Das Gebäude steht unter Denkmalschutz.
Fabrikschloss der Baumwollspinnerei Jenny & Schindler in Telfs in Tirol
Fertigstellung 1889 mit 39.000 Spindeln